# Woodsia (vis)
Woodsia is een geslacht van straalvinnige vissen uit de familie van lichtvissen (Phosichthyidae).

## Soorten
- Woodsia meyerwaardeni Krefft, 1973
- Woodsia nonsuchae (Beebe, 1932)